# Wim van Rooij
Willem Jan Cornelis (Wim) van Rooij (Son, 24 juni 1932 – Den Haag, 5 november 2017) was een Nederlands acteur, stemacteur en regisseur. In sommige aftitelingen wordt zijn naam geschreven als "Wim van Rooy".

## Biografie
Wim van Rooij kwam in 1958 van de Maastrichtse toneelacademie, debuteerde op 11 oktober van dat jaar als korporaal in Het geschonden geweten bij de Haagse Comedie, aan welk gezelschap hij 26 jaar verbonden bleef als acteur en regisseur, en kwam er in 1971 in de directie. Hij kreeg in 1970/71 de August Defresne-prijs voor zijn regie van Schakels en in 1981/82 de Arlecchino voor zijn rol in De bezetene.
Hij is gehuwd geweest met Barbara Hoffmann.

## Acteur

### Televisieacteur
- 1962 - Arme Bitos (tv-film) - Franz Delanoue, gendarme Merdà
- 1962 - De fuik (serie) - Hans Delden
- 1963 - De kersentuin (tv-film) - Stationschef
- 1964 - De Roof van de gordel (tv-film) - Theseus
- 1964 - Venus bespied (tv-film) - Edgar
- 1966 - Lucifer (tv-film)
- 1968 - Lucelle (tv-film) - Baron
- 1974 - Met alleen het geweten als meester (tv-film) - Theo Dobbe
- 1976 - L'homme d'Amsterdam (serie) - Daniel Roelands
- 1991 - Villa Borghese (serie) - Rechter
- 1991 - De zomer van '45 (miniserie)
- 1991 - Vreemde praktijken (serie) - Controleur
- 1992 - Zonder Ernst (serie)
- 1992 - Ha, die Pa! (serie) - Paardekoper
- 1993 - Coverstory (serie) - Lauwens
- 1995 - 't Zonnetje in huis (serie) - Willie Willemsen
- 1999 - De zeven deugden (serie)
- 2000 - Oh oh Den Haag (serie)
- 2002 - De enclave (tv-film) - Minister van Binnenlandse Zaken
- 2004 - Spangen - Pastoor van Heimond
- 2005 - Grijpstra & de Gier (serie) - Klaas de Vries
- 1999-2006 - Baantjer (serie) - Prof. Rogier van Deijssel / Dokter Morrees
- 2006-2009 - Juliana, prinses van oranje (miniserie) - Hofmaarschalk Trip / Quint

### Filmacteur
- als Primo in Wilde Harten (1989)
- als grootvader in I Can Fly (2010)[4]
- als Max in de korte film Coming Home (2012)[5]

## Stemacteur
Van Rooij verleende zijn stem aan verschillende personages in 1995 tot 2009 stem van televisiezender Spektrum, Veronica TV (HMG), Yorin en Planete hij regelmatig radio- en televisiereclames en de volgende films:
- Professor/Nachtmerrie Koning in de Nederlandse versie van Little Nemo: Adventures in Slumberland (1989).
- Das in de Nederlandse versie van Beestenbos is boos (1993).
- Geppetto in de Nederlandse versie (in 1995) van Pinocchio (1940).
- Desiderius Das in de Nederlandse versie (in 1995) van De Avonturen van Ichabod en meneer Pad (1949).
- Monsieur Dufarge/Charles Randolph in de Nederlandse versie van A Little Princess (1995)
- Pastoor/Oude man/Dierenarts in de Nederlandse versie van 101 Dalmatiërs (1996).
- Een van de stemmen in de Nederlandse versie van Noah's Island (1997).
- Narrator (Verteller) in de Nederlandse versie van Princess Sissi (1997).
- Grootvader in de Nederlandse versie van The Parent Trap (1998).
- Meneer Zand in de Nederlandse versie van A Bug's Life (1998).
- Panoramix in de Nederlandse versie van Astérix & Obélix contre César (1999).
- Verslaggever in de Nederlandse versie van Air Bud: Golden Receiver (1998).
- Meeuwenleider in de Nederlandse versie van La gabbianella e il gatto (1998).
- Pettson in de Nederlandse versie van Pettson och Findus - Katten och gubbens år (1999).
- Fowler in de Nederlandse versie van Chicken Run (2000).
- Pettson in de Nederlandse versie van Pettson och Findus - Kattonauten (2000).
- Een van de stemmen in de Nederlandse versie van Clifford the Big Red Dog (2000).
- Een van de stemmen in de Nederlandse versie van Jim Knopf (2000) (Jim Button).
- Enkele overige stemmen in de Nederlandse versie van SpongeBob SquarePants (2002).
- Pettson in de Nederlandse versie van Pettson och Findus - Tomtemaskinen (2005).
- Professor Albus Perkamentus in de Nederlandse versie van Harry Potter and the Sorcerer's Stone (2001).
- Preston Whitemore in de Nederlandse versie van Atlantis: The Lost Empire (2001).
- Oude Duim in de Nederlandse versie van Le petit poucet (2001).
- Een van de stemmen in de Nederlandse versie van El bosque animado (2001).
- Verteller in de Nederlandse versie van Astérix & Obélix: Mission Cléopâtre (2002).
- Koning in de Nederlandse versie van Cinderella II: Dreams Come True (2002).
- Professor Albus Perkamentus in de Nederlandse versie van Harry Potter and the Chamber of Secrets (2002).
- Preston Whitmore in de Nederlandse versie van Atlantis: Milo's Return (2003).
- Colonel Hathi in de Nederlandse versie van The Jungle Book 2 (2003).
- Professor Boterbloem in de Nederlandse versie (in 2003) van The Plastics Inventor (1944).
- Mac in de Nederlandse versie (in 2003) van Sea Salts (1949).
- Een van de stemmen in de Nederlandse versie (in 2003) van Susie the Little Blue Coupe (1951).
- Een van de stemmen in de Nederlandse versie (in 2003) van No Hunting (1955).
- De Verteller, het schaap en Boundin in Boundin' (2003)
- Professor Albus Perkamentus in de Nederlandse versie van Harry Potter and the Prisoner of Azkaban (2004).
- Jeb in de Nederlandse versie van Home on the Range (2004).
- Rick Dicker (Dick Dicker) in de Nederlandse versie van The Incredibles (2004).
- Koning Harold in de Nederlandse versie van Shrek 2 (2004).
- Opa in de Nederlandse versie van Yu-Gi-Oh! The Movie (2004).
- Dagobert Duc in de Nederlandse versie van Mickey's Twice Upon a Christmas (2004).
- Professor Albus Perkamentus in de Nederlandse versie van Harry Potter and the Goblet of Fire (2005).
- Rick Dicker (Dick Dicker) in de Nederlandse versie van Jack-Jack Attack (2005).
- Pettson in de Nederlandse versie van Pettson och Findus - Tomtemaskinen (2005).
- Een van de stemmen in de Nederlandse versie van De tre musketerer (2005).
- Doc Hudson in de Nederlandse versie van Cars (2006).
- Doc Hudson in de Nederlandse versie van Takel en het spooklicht (2006).
- Koning in de Nederlandse versie van Cinderella III: A Twist in Time (2007).
- Anton Ego in de Nederlandse versie van Ratatouille (2007).
- Koning Harold en de Hoofdloze Ruiter in de Nederlandse versie van Shrek the Third (2007).
- Professor Albus Perkamentus in de Nederlandse versie van Harry Potter and the Order of the Phoenix (2007).
- Oude Das in de Nederlandse versie van Der Mondbär (2008) (De kleine maanbeer).
- Pettson in de Nederlandse versie van Pettson och Findus - Glömligheter (2009).
- Professor Albus Perkamentus in de Nederlandse versie van Harry Potter en de Halfbloed Prins (2009).
- Koning Harold in de Nederlandse versie van Shrek Forever After (2010).
- Professor Albus Perkamentus in de Nederlandse versie van Harry Potter en de Relieken van de Dood deel 1 (2010).
- Professor Albus Perkamentus in de Nederlandse versie van Harry Potter en de Relieken van de Dood deel 2 (2011).

Hij is ook de stem van professor Professor Albus Perkamentus in de Nederlandse versie van de videogames:
- Harry Potter and the Philosopher's Stone (2001)
- Harry Potter and the Chamber of Secrets (2002)
- Harry Potter and the Prisoner of Azkaban (2004)
- Harry Potter and the Goblet of Fire (2005)